# 한류월드 국제 비즈니스 센터
한류월드 국제 비즈니스 센터(영어: Hallyu World International Business Center)는 대한민국 경기도 고양시 일산서구 대화동에 과거에 추진하려다가 취소되었다. 이 부지에는 일산 킨텍스 원시티가 있다.

## 같이 보기
- 한류월드
- 대한민국의 마천루 목록
- 아시아의 마천루 목록
- 경기도의 마천루 목록
- 고양시의 마천루 목록